# Cruranthura caeca
Cruranthura caeca is een pissebed uit de familie Paranthuridae. De wetenschappelijke naam van de soort is voor het eerst geldig gepubliceerd in 1976 door Mezhov.